# Ascosorus floridanus
Ascosorus floridanus är en svampart som först beskrevs av Ellis & G. Martin, och fick sitt nu gällande namn av Henn. & Ruhland 1900. Ascosorus floridanus ingår i släktet Ascosorus, divisionen sporsäcksvampar och riket svampar.   Inga underarter finns listade i Catalogue of Life.